# Stefano Okaka
Stefano Chuka Okaka, auch Stefano Okaka Chuka, (* 9. August 1989 in Castiglione del Lago (PG)) ist ein italienischer Fußballspieler nigerianischer Abstammung. Meist wird er nur Stefano Okaka genannt. Er ist seit August 2023 Vereinslos.

## Karriere
Bei seinem Heimatverein AC Castiglionese di Castiglione del Lago begann Okaka 1994 im Alter von fünf Jahren mit dem Fußballspielen. Anschließend ging er zum Lokalrivalen AC Sanfatucchio. Das Jahr 2001 verbrachte er bei Centro Italia Parma und wechselte 2002 zu AS Cittadella. Dort wurden die Scouts des italienischen Vereins AS Rom auf ihn aufmerksam und verpflichteten ihn im Sommer 2004.
Zu Beginn der Saison 2005/06 gelang Okaka bei der AS Rom der Sprung in den Profikader. In der darauf folgenden Saison wurde der Stürmer für ein Jahr an den FC Modena verliehen. Der Zweitligist besaß eine Kaufoption für ihn. Ab Sommer 2008 spielte Okaka wieder bei AS Rom. Im Januar 2010 wechselte er leihweise zum englischen Klub FC Fulham. Die Leihfrist lief bis zum Ende der Saison. Danach kehrte er zur AS Rom zurück. Am 20. August 2012 kaufte FC Parma den Mittelfeldspieler und verlieh ihn direkt an die AC Spezia für die Spielzeit 2012/13.
Im Sommer 2015 wechselte Okaka nach Belgien zum RSC Anderlecht. Aktuell ist er Vereinslos.

### Nationalmannschaft
Stefano Okaka entschied sich, für italienische Nationalmannschaften aufzulaufen. Nach mehreren Einsätzen in Junioren-Mannschaften gab er am 18. November 2014 im Freundschaftsspiel gegen Albanien unter Antonio Conte sein Debüt für die italienische Auswahl. In diesem Spiel erzielte Okaka den 1:0-Siegtreffer. Ein Jahr später kam Okaka in den Freundschaftsspielen gegen Belgien und Rumänien zum Einsatz. Im März 2016 bestritt er im Test gegen Deutschland ein weiteres Länderspiel für die Squadra Azzurra. Nach längerer Abstinenz wurde er im November 2020 von Roberto Mancini in seinem bisher letzten Länderspiel gegen Polen eingesetzt. Seitdem wurde er nicht mehr nominiert.

## Erfolge
- Italienischer Pokalsieger: 2006/07

## Persönliches
Seine Zwillingsschwester Stefania Okaka ist als Volleyballspielerin aktiv. Sie spielt seit 2011 in der italienischen Volleyballnationalmannschaft der Frauen.